# Glyptogona duriuscula
Glyptogona duriuscula là một loài nhện trong họ Araneidae.
Loài này thuộc chi Glyptogona. Glyptogona duriuscula được Eugène Simon miêu tả năm 1895.